# Порох Григорій Якимович
Григорій Якимович Порох (1923, село Акан-Бурлук Чистопільського району Кокчетавської області, тепер Республіка Казахстан — 12 грудня 1983, Львів) — український радянський діяч, начальник управління Львівської залізниці. Депутат Львівської обласної ради народних депутатів.

## Біографія

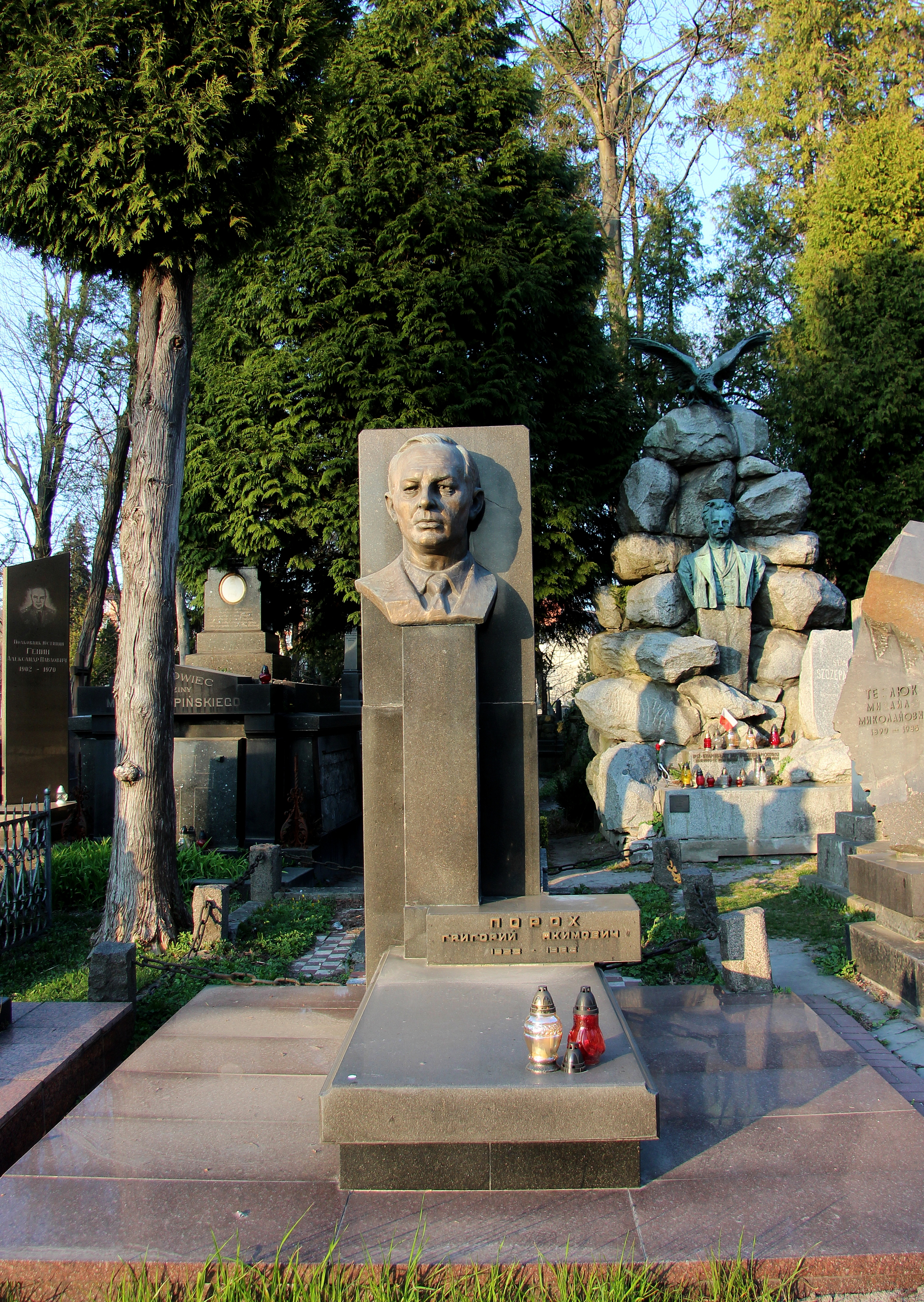

Трудову діяльність розпочав у 1943 році черговим по станції Ухта Північної залізниці.
Освіта вища. У 1949 році закінчив Ленінградський інститут інженерів залізничного транспорту. Член КПРС.
У 1949—1973 роках — інженер, начальник станції, начальник Рівненського відділку Львівської залізниці, 1-й заступник начальника управління Львівської залізниці.
У 1973—1975 роках — 1-й заступник директора Бюро з експлуатації загального парку вантажних вагонів країн-членів Ради економічної взаємодопомоги у місті Празі, Чехословаччина.
У 1975 — грудні 1983 року — начальник Львівської залізниці.
Помер у місті Львові. Похований на полі № 1 Личаківського цвинтаря.

## Нагороди
- два ордени Трудового Червоного Прапора
- орден «Знак Пошани»
- орден Дружби народів